# 何塞·劳尔·德尔加多
何塞·劳尔·德尔加多（西班牙語：José Raúl Delgado，1960年8月25日—），古巴前男子棒球运动员。他曾代表古巴国家队参加1992年夏季奥林匹克运动会棒球比赛，获得一枚金牌。